# Bureakivka, Zalișciîkî
Bureakivka (în ucraineană Буряківка) este o comună în raionul Zalișciîkî, regiunea Ternopil, Ucraina, formată numai din satul de reședință.

## Demografie
Componența lingvistică a comunei Bureakivka
     Ucraineană (99,88%)
     Alte limbi (0,12%)
Conform recensământului din 2001, majoritatea populației comunei Bureakivka era vorbitoare de ucraineană (99,88%), existând în minoritate și vorbitori de alte limbi.